# Orsotriaena doris
Orsotriaena doris är en fjärilsart som beskrevs av Pieter Cramer 1775. Orsotriaena doris ingår i släktet Orsotriaena och familjen praktfjärilar. Inga underarter finns listade i Catalogue of Life.